# 7852 Іцукусіма
7852 Іцукусіма (7852 Itsukushima) — астероїд головного поясу, відкритий 17 жовтня 1960 року.
Тіссеранів параметр щодо Юпітера — 3,510.